# أنابا
أنابا (بالروسية: Анапа) هي إحدى مدن روسيا في الكيان الفدرالي الروسي كراسنودار كراي. تقع على الساحل الشمالي للبحر الأسود بالقرب من بحر آزوف. بلغ عدد سكانها في تعداد عام 2021 ما يقارب 81,863 نسمة.

## المناخ
يظهر الجدول التالي التغييرات المناخية على مدار السنة لأنابا:
| البيانات المناخية لـأنابا               | البيانات المناخية لـأنابا | البيانات المناخية لـأنابا | البيانات المناخية لـأنابا | البيانات المناخية لـأنابا | البيانات المناخية لـأنابا | البيانات المناخية لـأنابا | البيانات المناخية لـأنابا | البيانات المناخية لـأنابا | البيانات المناخية لـأنابا | البيانات المناخية لـأنابا | البيانات المناخية لـأنابا | البيانات المناخية لـأنابا | البيانات المناخية لـأنابا |
| الشهر                                   | يناير                     | فبراير                    | مارس                      | أبريل                     | مايو                      | يونيو                     | يوليو                     | أغسطس                     | سبتمبر                    | أكتوبر                    | نوفمبر                    | ديسمبر                    | المعدل السنوي             |
| --------------------------------------- | ------------------------- | ------------------------- | ------------------------- | ------------------------- | ------------------------- | ------------------------- | ------------------------- | ------------------------- | ------------------------- | ------------------------- | ------------------------- | ------------------------- | ------------------------- |
| الدرجة القصوى °م (°ف)                   | 17.7 (63.9)               | 21.0 (69.8)               | 24.5 (76.1)               | 31.0 (87.8)               | 31.2 (88.2)               | 36.3 (97.3)               | 38.0 (100.4)              | 38.2 (100.8)              | 32.9 (91.2)               | 35.6 (96.1)               | 27.1 (80.8)               | 22.3 (72.1)               | 38.2 (100.8)              |
| متوسط درجة الحرارة الكبرى °م (°ف)       | 5.0 (41.0)                | 6.2 (43.2)                | 9.6 (49.3)                | 15.7 (60.3)               | 21.6 (70.9)               | 26.1 (79.0)               | 29.6 (85.3)               | 29.5 (85.1)               | 23.8 (74.8)               | 17.6 (63.7)               | 11.8 (53.2)               | 7.2 (45.0)                | 17.0 (62.6)               |
| المتوسط اليومي °م (°ف)                  | 2.6 (36.7)                | 2.7 (36.9)                | 6.0 (42.8)                | 10.7 (51.3)               | 16.4 (61.5)               | 20.5 (68.9)               | 24.0 (75.2)               | 23.3 (73.9)               | 18.8 (65.8)               | 13.0 (55.4)               | 8.1 (46.6)                | 4.3 (39.7)                | 12.5 (54.5)               |
| متوسط درجة الحرارة الصغرى °م (°ف)       | 0.2 (32.4)                | −0.6 (30.9)               | 2.4 (36.3)                | 5.7 (42.3)                | 11.2 (52.2)               | 14.8 (58.6)               | 18.4 (65.1)               | 17.1 (62.8)               | 13.4 (56.1)               | 8.4 (47.1)                | 4.3 (39.7)                | 1.4 (34.5)                | 8.1 (46.6)                |
| أدنى درجة حرارة °م (°ف)                 | −23.9 (−11.0)             | −20.0 (−4.0)              | −13.2 (8.2)               | −5.1 (22.8)               | 0.7 (33.3)                | 1.8 (35.2)                | 7.1 (44.8)                | 4.0 (39.2)                | 0.8 (33.4)                | −6.3 (20.7)               | −12.2 (10.0)              | −18.9 (−2.0)              | −23.9 (−11.0)             |
| الهطول مم (إنش)                         | 58 (2.3)                  | 50 (2.0)                  | 52 (2.0)                  | 46 (1.8)                  | 43 (1.7)                  | 45 (1.8)                  | 29 (1.1)                  | 25 (1.0)                  | 32 (1.3)                  | 37 (1.5)                  | 46 (1.8)                  | 71 (2.8)                  | 534 (21.0)                |
| متوسط الأيام الممطرة                    | 13                        | 12                        | 13                        | 13                        | 11                        | 9                         | 7                         | 6                         | 9                         | 10                        | 13                        | 14                        | 130                       |
| متوسط الأيام المثلجة                    | 6                         | 6                         | 4                         | 0.2                       | 0                         | 0                         | 0                         | 0                         | 0                         | 0.2                       | 2                         | 5                         | 23.4                      |
| متوسط الرطوبة النسبية (%)               | 81                        | 78                        | 77                        | 77                        | 77                        | 78                        | 71                        | 69                        | 72                        | 75                        | 79                        | 81                        | 76                        |
| ساعات سطوع الشمس الشهرية                | 72.9                      | 97.1                      | 148.8                     | 191.0                     | 272.3                     | 310.1                     | 339.9                     | 319.1                     | 251.7                     | 191.5                     | 102.9                     | 58.6                      | 2٬355٫9                   |
| المصدر #1: Pogoda.ru.net                |                           |                           |                           |                           |                           |                           |                           |                           |                           |                           |                           |                           |                           |
| المصدر #2: Weatherbase (sunshine hours) |                           |                           |                           |                           |                           |                           |                           |                           |                           |                           |                           |                           |                           |

## توأمة
لأنابا اتفاقيات توأمة مع:
- غوميل (21 مايو 2010 - )

## أعلام
- شايان قادين
- نركزو خانم
- نالان دل خانم